# Alanzu
Alanzu (Allanzu) era uma deusa da Anatólia cultuada pelos hurritas. Era popular, principalmente, na região de Quizuatena. Em relevos de pedra em Iazelecaia, a deusa é retratada como filha de Tessupe e Hepate. Também é relacionada ao jovem deus Xarruma.